# Ángeles Montolio
Ángeles Montolio es una extenista profesional nacida el 6 de agosto de 1975 en Barcelona, España.
La tenista catalana ganó varios títulos del circuito challenger y 3 del circuito profesional WTA, en individuales.
Ahora se dedica a la enseñanza en Cataluña. Imparte de profesora de lengua y literatura castellana en centros de educación secundaria obligatoria.

## Títulos (3;3+0)

### Individuales (3)
| Leyenda                    |
| Grand Slam (0)             |
| WTA Tour Championships (0) |
| Tier I (0)                 |
| WTA Tour (3)               |

| N.º | Fecha               | Torneo  | Superficie    | Oponente en la final | Resultado   |
| --- | ------------------- | ------- | ------------- | -------------------- | ----------- |
| 1.  | 21 de abril de 2001 | Estoril | Tierra batida | Elena Bovina         | 3-6 6-3 6-2 |
| 2.  | 12 de mayo de 2001  | Bol     | Tierra batida | Mariana Díaz-Oliva   | 3-6 6-2 6-4 |
| 3.  | 13 de abril de 2002 | Oporto  | Tierra batida | Magüi Serna          | 6-1 2-6 7-5 |

#### Finalista (2)
- 1999: Palermo (pierde ante Anastasia Myskina).
- 2001: Madrid (pierde ante Arantxa Sánchez Vicario).

## Clasificación en torneos del Grand Slam
| Torneo                 | 2003 | 2002 | 2001 | 2000 | 1999 | 1998 | 1997 | 1996 | 1995 | 1994 | Títulos |
| ---------------------- | ---- | ---- | ---- | ---- | ---- | ---- | ---- | ---- | ---- | ---- | ------- |
| Australian Open        | -    | 1r   | 1r   | 2r   | -    | -    | 1r   | -    | 1r   | -    | 0       |
| Roland Garros          | -    | 1r   | 2r   | 2r   | -    | -    | 1r   | 1r   | -    | 1r   | 0       |
| Wimbledon              | -    | 1r   | 3r   | 1r   | -    | -    | -    | 1r   | -    | -    | 0       |
| US Open                | -    | 1r   | 3r   | 1r   | 3r   | -    | -    | 1r   | -    | 1r   | 0       |
| WTA Tour Championships | -    | -    | -    | -    | -    | -    | -    | -    | -    | -    | 0       |